# Fernmeldeturm Bad Rehburg
Der Fernmeldeturm Bad Rehburg ist ein als Stahlfachwerkkonstruktion ausgeführter Fernmeldeturm der Deutschen Telekom AG auf dem 161,4 m ü. NHN hohen Brunnenberg bei Bad Rehburg. Er dient zur Verbreitung des Radioprogramms von Radio 21 auf 89,4 MHz mit 500 W. Eine Karte aus dem Jahr 1994 gibt eine Höhe der Antennenspitze von 205 Metern (673 ft) über NHN an.